# Bettie Jones
Bettie Jones (* 1955; † 27. Dezember 2015 in Chicago) war eine US-amerikanische Frau. Sie wurde versehentlich von Beamten des Chicago Police Department erschossen. Der Fall war einer in einer Reihe von tödlichen Schüssen der Polizei auf Afroamerikaner, was zu einer Diskussion um eine rassistische Ausrichtung der Polizei in Chicago führte.

## Tod
Bettie Jones lebte in Chicago. Sie war Mutter von fünf Kindern. Die beiden jüngsten waren zum Tatzeitpunkt 19 Jahre alt und Zwillinge. 
In der Nacht auf Samstag, den 27. Dezember 2015, wurde die Polizei Chicago über den Notruf alarmiert. Der Vater eines 19-jährigen Jungen berichtete, dass sein Sohn im Haus randaliere, er hantiere mit einem Baseballschläger. Nach Angaben seiner Eltern war der Junge wegen psychischer Probleme in Behandlung. 
Der Vater des Jungen warnte seine Untermieterin des Mehrfamilienhauses Bettie Jones, sie solle nicht die Tür öffnen, bevor die Polizei käme. Als die Polizei eintraf, öffnete Bettie Jones den Beamten die Tür und wurde offenbar sofort erschossen. Die älteste Tochter sagte, ihre Mutter sei durch die Türe erschossen worden. Der 19-jährige wurde ebenfalls mit sieben Schüssen erschossen.

## Konsequenzen
Die Polizei gab zu, dass Bettie Jones aus Versehen erschossen wurde. Die Polizei Chicago sagte: „Die Sicherheitskräfte wurden mit einer kampfbereiten Person konfrontiert. Ein Polizist verwundete dann zwei Menschen tödlich“. Die beiden involvierten Polizisten wurden für 30 Tage vom Dienst suspendiert.
Der Bürgermeister von Chicago wollte eine unabhängige Kommission einsetzen, um den Vorfall untersuchen zu lassen. Die beiden Opfer waren Afroamerikaner. Da es zu mehreren Fällen von Polizeigewalt gegen Afroamerikaner durch das CPD kam, startete das US-Justizministerium eine Untersuchung zu Rassismus in der Polizei.
Einer der Beamten schilderte bei seiner ersten Vernehmung den Ablauf anders als bei seiner zweiten. Teilweise widersprachen sich die beteiligten Beamten bei Details zum Ablauf des Einsatzes.